# Rajindra Campbell
Pour les articles homonymes, voir Campbell.
Rajindra Campbell (né le 29 février 1996) est un athlète jamaïcain, spécialiste du lancer du poids.
Il remporte la médaille de bronze aux Jeux olympiques d'été de 2024.

## Biographie
En 2023 il remporte le titre national. Au meeting de Madrid, bat le record de Jamaïque , que détenait O'Dayne Richards depuis 2017, avec un lancer à 22,22 m.
Aux championnats du monde, il se qualifie pour la finale, où il ne valide aucun essai.
En 2024 il conserve son titre aux championnats de Jamaïque. Lors des Jeux olympiques de Paris, il réussit 22,15 m en finale, comme l'Américain Joe Kovacs, mais départagé au deuxième essai il termine troisième.
En fin de saison il améliore son record national avec un lancer à 22,31 m lors du Mémorial Hanžeković de Zagreb.

## Palmarès
| Date | Compétition        | Lieu     | Résultat | Marque  |
| ---- | ------------------ | -------- | -------- | ------- |
| 2023 | Jeux panaméricains | Santiago | 8e       | 19,27 m |
| 2024 | Jeux olympiques    | Paris    | 3e       | 22,15 m |

## Records
| Épreuve         | Épreuve   | Marque  | Lieu   | Date             |
| --------------- | --------- | ------- | ------ | ---------------- |
| Lancer du poids | Plein air | 22,31 m | Zagreb | 7 septembre 2024 |